# Sextental

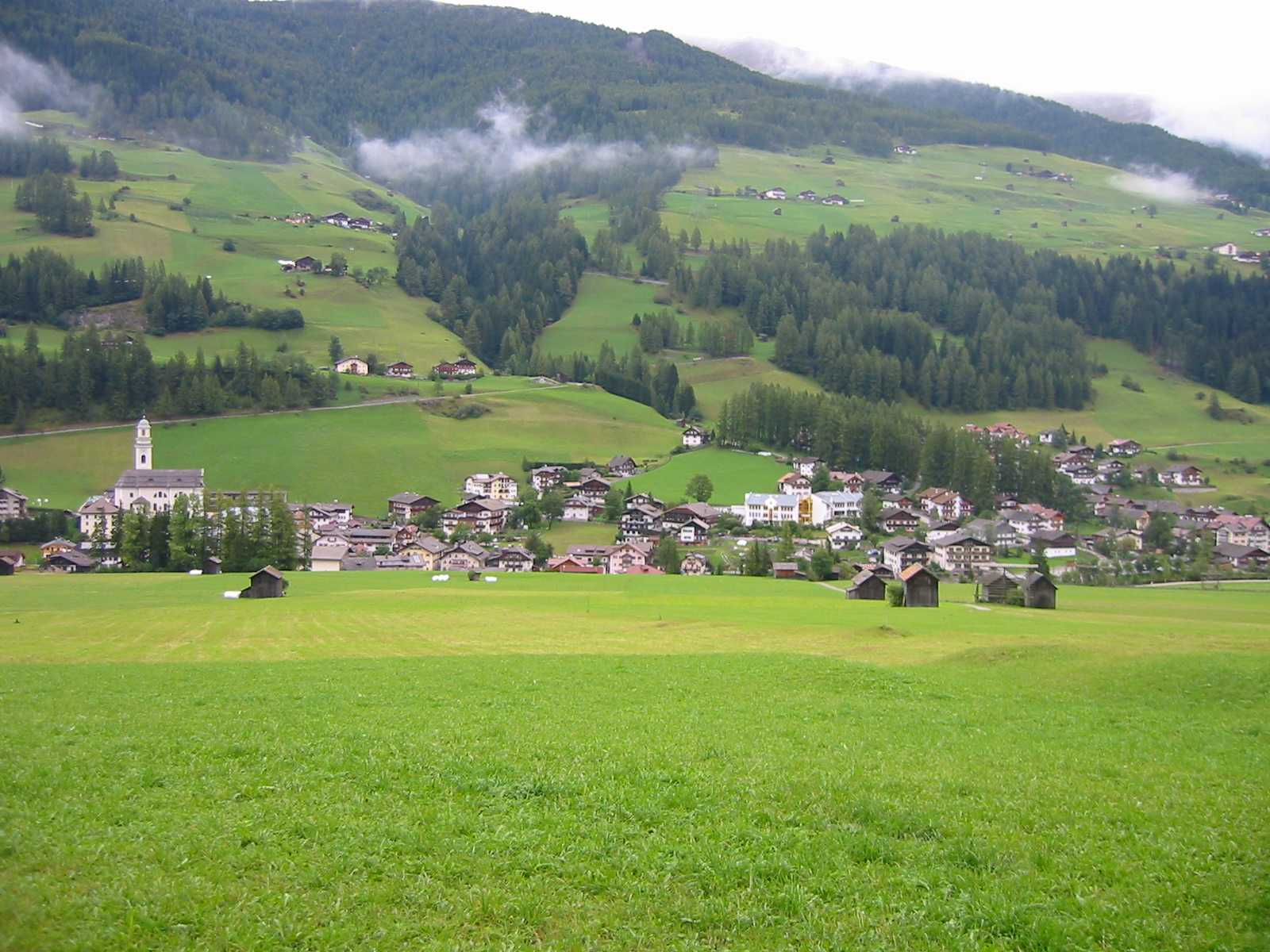
Sexten (gegen Osten)

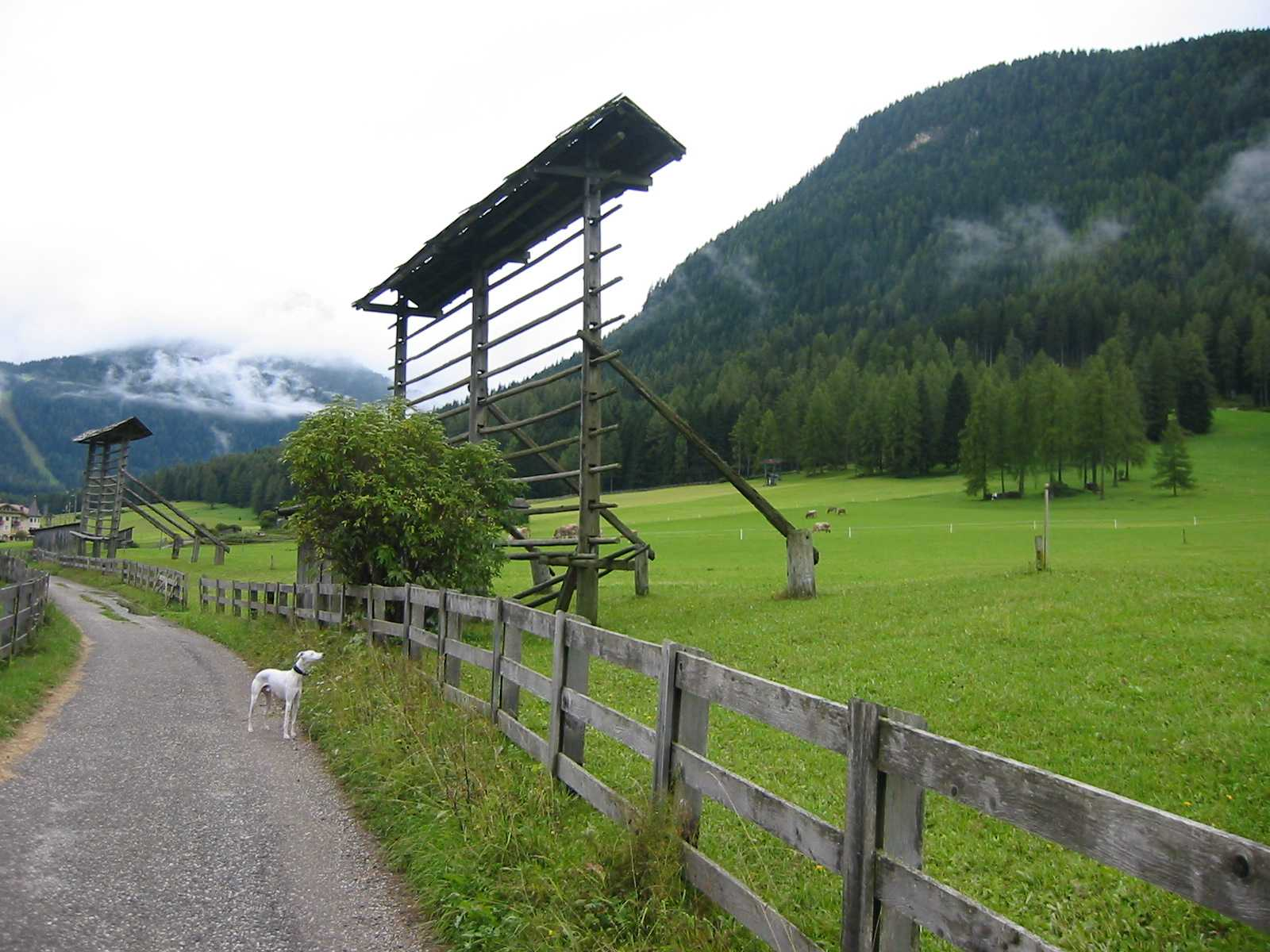
Im Sextental

Das Sextental (italienisch Valle di Sesto), auch Sextner Tal oder einfach Sexten genannt, ist ein Seitental des Pustertals in Südtirol. Dort befindet es sich im äußersten Osten  direkt an der Grenze zu Österreich. Administrativ gehört es zur Gemeinde Sexten (italienisch Sesto).

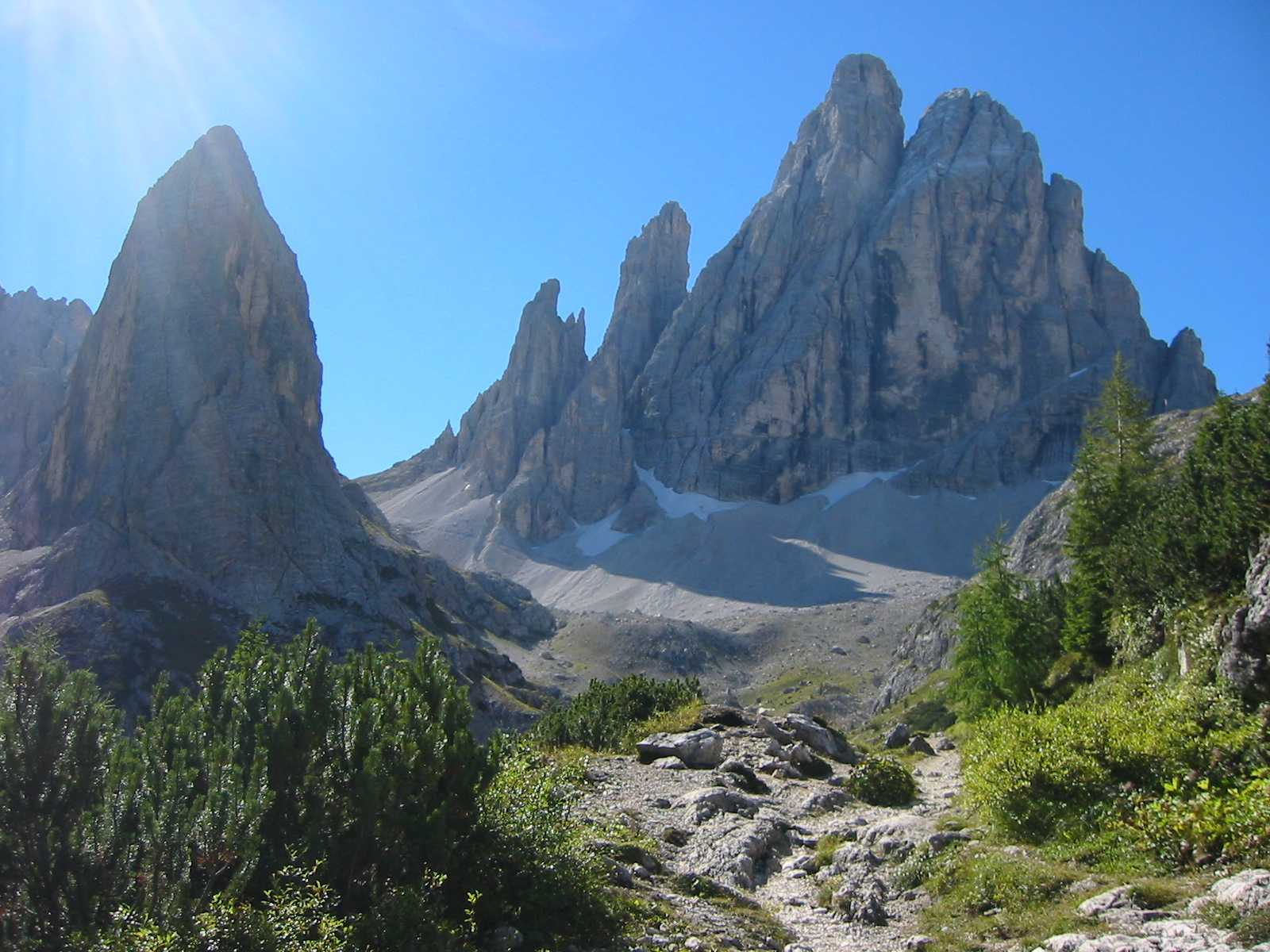
Hochleist und Zwölferkofel

Das Tal, das bei Innichen vom Hochpustertal in südöstliche Richtung abzweigt, ist etwa 20 km lang, endet am Kreuzbergpass und wird durch den Sextner Bach zur Drau hin entwässert. Das Sextental verläuft in Nordwest-Südost-Richtung und wird im Nordosten vom Karnischen Hauptkamm, im Südwesten von den Sextner Dolomiten flankiert. Es reicht nach Süden in den Naturpark Drei Zinnen hinein und ist von mehreren Dreitausendern umkränzt. Zwei südliche Seitentäler sind das Innerfeldtal und das Fischleintal.
Verkehrstechnisch erschlossen ist das Tal durch die SS 52.